# Robert Matteau
 (décembre 2017).
Si vous disposez d'ouvrages ou d'articles de référence ou si vous connaissez des sites web de qualité traitant du thème abordé ici, merci de compléter l'article en donnant les références utiles à sa vérifiabilité et en les liant à la section « Notes et références ».
Pour les articles homonymes, voir Matteau.
Robert Matteau,  aussi connu sous le pseudonyme Robert d'Estrie, était un conteur, poète, romancier, architecte et professeur québécois né le 19 février 1925 à Bromptonville et décédé à Sherbrooke le 31 août 1987.

## Œuvres
- 1960 - Six de la-roche-jaseuse, Les Éditions de l'Atelier
- 1962 - Micoumicou, Les Éditions de l'Atelier
- 1965 - Alerte chez les Cerfs-Volants, Les Éditions de l'Atelier
- 1978 - Dires et figures, contes et portrant de l'Estrie, Éditions Naaman
- 1983 - Au nord des temps, poèmes, Éditions Naaman

## Distinctions
- 1980 - Prix Alfred-Desrochers, Un cri de loin